# Ващук Микола Дем'янович
Микола Дем'янович Ващук — киргизький радянський діяч, 1-й секретар Джалал-Абадського обласного комітету КП(б) Киргизії. Депутат Верховної ради Киргизької РСР 1-го скликання.

## Життєпис
Член ВКП(б).
16 жовтня 1939 — березень 1940 року — 1-й секретар Організаційного бюро ЦК КП(б) Киргизії по Джалал-Абадській області.
У березні 1940 — 1944 року — 1-й секретар Джалал-Абадського обласного комітету КП(б) Киргизії.
У 1944 — після 1947 року — 1-й секретар Пржевальського районного комітету КП(б) Киргизії.
На 1950—1952 роки — 1-й секретар Пржевальського міського комітету КП(б) Киргизії.
Подальша доля невідома.

## Нагороди та звання
- орден «Знак Пошани» (31.01.1941)
- медалі